# Uxue Barkos
Miren Uxue Barkos Berruezo, conosciuta come Uxue Barkos (Pamplona, 5 luglio 1964), è una politica spagnola.

## Biografia
Barkos ha studiato all'Università di Navarra. Ha lavorato come giornalista per l'ormai interrotto quotidiano regionale Navarra Hoy, per Radio Nacional de España, Televisión Española e dal 1990 per l'emittente regionale Euskal Irrati Telebista (EITB). Nel 2004 è stata eletta candidata non partitica per l'alleanza di Nafarroa Bai alle elezioni per la VIII legislatura del Congresso dei Deputati e da allora è stata rieletta fino all'IX legislatura. Dal 2007 ha un mandato nel consiglio comunale di Pamplona e ha corso senza successo per il mandato di sindaco. Nel novembre 2011, ha co-fondato il partito Zabaltzen ed è diventata il suo presidente. Il 1º giugno 2015, ha rassegnato le dimissioni dal suo ufficio di presidente a Madrid. Dopo le elezioni regionali in Spagna nel 2015, è stata eletta presidente del Governo della Navarra da una coalizione di minoranza (con l'astensione del PSOE).